# Moeris Lacus
Moeris Lacus es una característica de albedo en la superficie de Marte, localizada con el sistema de coordenadas planetocéntricas a 7.91° latitud N y 90° longitud E. El nombre fue aprobado por la Unión Astronómica Internacional en 1958 y hace referencia al Lago Moeris, antiguo nombre del lago Karun.